# Chrysendeton medicinalis
Chrysendeton medicinalis is een vlinder uit de familie van de grasmotten (Crambidae), uit de onderfamilie van de Acentropinae. De wetenschappelijke naam van deze soort is voor het eerst gepubliceerd in 1881 door Augustus Radcliffe Grote.
De soort komt voor in de Verenigde Staten.